# 江孔燧
江孔燧（1572年—1647年），字心一，號湛如，山東兗州府沂州沂水縣人，明朝政治人物。

## 生平
江孔燧孝順雙親，公平對待子弟，萬曆四十三年（1615年）中舉人，崇禎元年（1628年）成進士，獲授湖廣德安府推官，擢升南京吏部主事，歷任南京戶部陝西司主事、廣東司員外郎，江西司郎中，崇祯九年（1636年）十一月外任重慶知府。
崇祯十一年（1638年）他升任山西按察使司分守冀南道副使，十四年升湖廣扶夷兵備道參政，十五年（1642年）再升為任河南按察使；李自成攻入北京後辭官隱居，清順治四年（永曆元年，1647年）十月去世。右通政高有聞为他撰写墓志铭。

## 引用
1. 1 2  康熙《沂水縣志·卷四》：鄉舉……江孔燧 （萬曆）乙卯，見進士 ……江孔燧，字心一。事親至孝，溫清必親，分己產，視弟猶子，無偏愛焉。由進士為河南按察使。以闖賊之亂，隱居不仕，終於家。
2. ↑  《沂源縣情資料庫·卷四》：江孔燧(1572-1647) ，字心一，號湛如。東里鎮東里店人。18歲中秀才，39歲中舉人，明崇禎元年戊辰科進士。初授南京吏部司主事，改授南京戶部陝西司主事，丙子八月升戶部廣東司員外郎，十月升戶部江西司郎中，十一月升四川重慶府知府，戊寅閏正月升山西分守冀南道副使，辛巳七月升湖廣扶夷兵備道參政，崇禎十五年（1642）任河南按察使。後因兵亂，辭官回鄉隱居。清順治四年（1647）卒，終年71歲。
3. ↑  錢海岳《南明史·卷八十七·列傳第六十三》：時濟、兗東遺臣：……沂州則江孔燧，崇禎元年進士。河南按察使，隱遁。